# Frits Wigforss
Frits Jakob Malkus Wigforss, född 3 februari 1886, död 13 december 1953, var en svensk lärare, statlig utredare och författare. 
Wigforss blev fil. kand. vid Lunds universitet år 1908 och efter provårstjänstgöring läroverksadjunkt i Åmål 1914. Från 1915 var han adjunkt och från 1919 lektor i matematik samt pedagogik och psykologi vid Rostads folkskoleseminarium. Han gjorde banbrytande insatser vad gäller standardiserade prov i läsning och räkning och drog klara gränser mellan betygsprov och diagnoser. Han ledde också den statliga utredning om att införa ett modernt och på rådande vetenskap baserat betygs- och provsystem som resulterade i betänkandet Betygssättningen i folkskolan (SOU 1942:11). Förslaget skilde sig från tidigare system genom att baseras på examinerande bedömning under överinseende av censorer. Systemet kom att leva krav till mitten av 1960-talet.
I sin yrkesgärning samverkade Wigforss nära med hustrun seminarieläraren Vera Wigforss. 
Han var först gift med Clara Wigforss, född Strömfors, som avled 1949, och därefter med Vera Wigforss, född Sterner. Frits Wigforss var yngre bror till den socialdemokratiske politikern Ernst Wigforss samt kusin till författaren John Wigforss samt även släkt med Harald Wigforss.